# ファイナル・フロンティア
『ファイナル・フロンティア』(The Final Frontier)は、アイアン・メイデンの15枚目のスタジオアルバム。日本では2010年8月18日に発売された。通常盤とメタル缶仕様ミッション・エディション盤が発売された。本国イギリスを始め、全世界28ヶ国で1位を獲得している。また、バンド初の全米チャートトップ5入り、日本のオリコンチャートでも初のトップ10入りを果たした。

## 収録曲
1. サテライト 15・・・・・ ファイナル・フロンティア - "Satellite 15... The Final Frontier"
2. エル・ドラド - "El Dorado"
3. マザー・オブ・マーシー - "Mother of Mercy"
4. カミング・ホーム - "Coming Home"
5. ジ・アルケミスト - "The Alchemist"
6. アイル・オブ・アヴァロン - "Isle of Avalon"
7. スターブラインド - "Starblind"
8. ザ・タリスマン - "The Talisman"
9. ザ・マン・フー・ウッド・ビー・ア・キング - "The Man Who Would Be King"
10. ホエン・ザ・ワイルド・ウィンド・ブロウズ - "When the Wild Wind Blows"

## 参加ミュージシャン
- スティーヴ・ハリス Steve Harris - ベース、ヴォーカル
- ブルース・ディッキンソン  Bruce Dickinson - リード・ヴォーカル
- デイヴ・マーレイ Dave Murray - ギター
- ヤニック・ガーズ Janick gers - ギター
- エイドリアン・スミス Adrian Smith - ギター、ヴォーカル
- ニコ・マクブレイン  Nicko McBrain - ドラムス